# Писчугово
Писчугово — деревня в Комсомольском районе Ивановской области России, входит в состав Новоусадебского сельского поселения.

## География
Деревня расположена в 11 км на северо-восток от райцентра города Комсомольск.

## История
В Пищуговой Пустыни в старинные времена существовал Николаевский мужской монастырь. Монастырь был основан в начале XVII столетия, а упразднён при учреждении монастырских штатов в 1764 году. Памятником того монастыря служит каменная однопрестольная Преображенская церковь, построенная в 1702 году стольником Федором Владимировичем Шиловым. В церкви находились старинные иконы, в том числе икона Иоанна Предтечи, пожертвованная, как показывает на ней надпись, в монастырь в 1655 году старцем Савватием. При Преображенской церкви имелась другая каменная двухэтажная церковь, построенная на средства потомков стольника Шилова. Престолов в этой церкви было два: в нижнем этаже — теплом — в честь Владимирской иконы Божьей Матери, а в верхнем этаже — холодном — в честь Рождества Предтечи и Крестителя Господня Иоанна. При церкви была каменная колокольня. В 1891 году в доме священника была открыта церковно-приходская школа. 
В конце XIX — начале XX века село входило в состав Миловской волости Шуйского уезда Владимирской губернии. В 1859 году в селе числилось 16 дворов, в 1905 году — 39 дворов.

## Население
| 1859 | 1905 |
| ---- | ---- |
| 110  | 168  |

| 1859 | 1905 | 2010 |
| ---- | ---- | ---- |
| 110  | ↗168 | ↘11  |

## Достопримечательности
В деревне расположена недействующая Церковь Спаса Преображения.